# 凯特·卢迪克
凯特·卢迪克（Kate Ludik，1993年3月29日—），本名凯特·甫·库内（Kate Foo Kune），毛里裘斯女子羽毛球運動員。

## 選手生涯

### 2013年 非锦赛夺亚
2013年8月，凯特·甫·库内代表出戰在中國廣州舉行的世界羽毛球錦標賽世界羽毛球錦標賽，於首圈以0比2（11-21、17-21）敗於英格蘭的莎拉·沃克出局。她在隔周以主辦國選手身分参加在該國的羅斯希爾舉辦的非洲羽毛球錦標賽，在率先进行的团体赛助模里西斯队赢得季军，同时还赢得女子单打亚军。在非錦賽結束後，她隨即在隔天參加在同個地點舉辦的毛里裘斯羽毛球國際賽，並在女单决赛以2比1戰勝奈及利亞的格雷斯·加布里埃尔，贏得第一座國際賽冠軍。而在12月中舉辦的南非羽毛球國際賽，凯特·甫·库内在女单準决赛敗於葡萄牙的特尔玛·桑托斯。

### 2014-2018年 非錦賽單打四連冠
2014年4月，凯特·甫·库内代表模里西斯参加博茨瓦纳洛巴策举办的非洲羽毛球錦標賽，在率先进行的团体赛，助模里西斯队赢得季军，同时还赢得女子单打冠军以及携手搭档耶迪·玛丽·路易松獲得女子双打冠军。同一年間，她還曾在毛里裘斯國際賽、以色列夏瑣國際賽獲得女雙亞軍及摩洛哥國際賽單打亞軍，以及兩次晉級國際賽四強。
2015年，凯特·甫·库内曾多次在國際系列賽級別的賽事晉級女單、女雙的四強及決賽。最佳成績是她在該年的非運會暨非洲羽毛球錦標賽上獲得混合團體、女子單打金牌，與隊友耶迪·瑪麗·路易松也在女子雙打獲得銀牌；而在11月底舉辦的贊比亞國際賽，她獲得了該年唯一一座公開賽冠軍。
凯特·甫·库内多次代表模里西斯在非洲的洲際錦標賽奪下個人及團體獎項，包括2016年非洲團體錦標賽、2018年非洲團體錦標賽的二連霸，以及在2018年達成非洲羽毛球锦标赛女子單打四連霸。

### 2019年 藥檢未過遭到禁賽
2019年，凯特·甫·库内在參加全非羽毛球錦標賽時因為藥檢未過而遭到世界羽聯禁賽，同時凯特原本在該年世錦賽的女單參賽資格亦被取消。然而因為世界羽聯的作業疏失而未將其移出參賽名單就進行賽程安排，導致凯特·甫·库内的名字出現在女子單打項目賽程表中，世界羽聯則在發現之後重新抽籤，其位置則由南韓選手金效旻取代。

## 主要比賽成績
只列出曾進入準決賽的國際賽事成績：
| 年份   | 賽事                                     | 公開賽級別 | 項目     | 拍檔              | 成績   |
| ------ | ---------------------------------------- | ---------- | -------- | ----------------- | ------ |
| 2013年 | 非洲羽毛球錦標賽                         | 其他       | 混合團體 | －                | 季軍   |
| 2013年 | 非洲羽毛球錦標賽                         | 其他       | 女子單打 | －                | 亞軍   |
| 2013年 | 毛里裘斯羽毛球國際賽                     | 未來系列賽 | 女子單打 | －                | 冠軍   |
| 2013年 | 南非羽毛球國際賽                         | 未來系列賽 | 女子單打 | －                | 準決賽 |
| 2014年 | 非洲羽毛球錦標賽                         | 其他       | 混合團體 | －                | 季軍   |
| 2014年 | 非洲羽毛球錦標賽                         | 其他       | 女子單打 | －                | 冠軍   |
| 2014年 | 非洲羽毛球錦標賽                         | 其他       | 女子雙打 | 耶迪·玛丽·路易松  | 冠軍   |
| 2014年 | 毛里裘斯羽毛球國際賽                     | 國際系列賽 | 女子雙打 | 耶迪·玛丽·路易松  | 亞軍   |
| 2014年 | 以色列夏瑣羽毛球國際賽                   | 國際系列賽 | 女子單打 | －                | 準決賽 |
| 2014年 | 以色列夏瑣羽毛球國際賽                   | 國際系列賽 | 女子雙打 | 弗洛朗·里安喬     | 亞軍   |
| 2014年 | 摩洛哥羽毛球國際賽                       | 國際系列賽 | 女子單打 | －                | 亞軍   |
| 2014年 | 南非羽毛球國際賽                         | 國際系列賽 | 女子雙打 | 耶迪·玛丽·路易松  | 準決賽 |
| 2015年 | 烏干達羽毛球國際賽                       | 國際系列賽 | 女子單打 | －                | 準決賽 |
| 2015年 | 烏干達羽毛球國際賽                       | 國際系列賽 | 女子雙打 | 格雷斯·加布里埃尔 | 準決賽 |
| 2015年 | 毛里裘斯羽毛球國際賽                     | 國際系列賽 | 女子單打 | －                | 準決賽 |
| 2015年 | 毛里裘斯羽毛球國際賽                     | 國際系列賽 | 女子雙打 | 耶迪·玛丽·路易松  | 準決賽 |
| 2015年 | 全非運動會羽毛球比賽 暨 非洲羽毛球錦標賽 | 其他       | 混合團體 | －                | 冠軍   |
| 2015年 | 全非運動會羽毛球比賽 暨 非洲羽毛球錦標賽 | 其他       | 女子單打 | －                | 冠軍   |
| 2015年 | 全非運動會羽毛球比賽 暨 非洲羽毛球錦標賽 | 其他       | 女子雙打 | 耶迪·玛丽·路易松  | 亞軍   |
| 2015年 | 埃塞俄比亞羽毛球國際賽                   | 國際系列賽 | 女子單打 | －                | 準決賽 |
| 2015年 | 尼日利亞羽毛球國際賽                     | 國際系列賽 | 女子單打 | －                | 亞軍   |
| 2015年 | 摩洛哥羽毛球國際賽                       | 國際系列賽 | 女子單打 | －                | 準決賽 |
| 2015年 | 贊比亞羽毛球國際賽                       | 國際系列賽 | 女子單打 | －                | 冠軍   |
| 2015年 | 博茨瓦納羽毛球國際賽                     | 國際系列賽 | 女子單打 | －                | 亞軍   |
| 2016年 | 非洲羽毛球團體錦標賽                     | 其他       | 女子團體 | －                | 冠軍   |
| 2016年 | 烏干達羽毛球國際賽                       | 國際系列賽 | 女子單打 | －                | 亞軍   |
| 2016年 | 挪威羽毛球國際賽                         | 國際系列賽 | 女子單打 | －                | 亞軍   |
| 2017年 | 巴西羽毛球國際賽                         | 國際挑戰賽 | 混合雙打 | 喬納森·佩爾松     | 亞軍   |
| 2017年 | 非洲羽毛球錦標賽                         | 其他       | 女子單打 | －                | 冠軍   |
| 2017年 | 非洲羽毛球錦標賽                         | 其他       | 混合雙打 | 喬治·朱利安·保羅  | 亞軍   |
| 2017年 | 毛里裘斯羽毛球國際賽                     | 國際系列賽 | 女子單打 | －                | 準決賽 |
| 2017年 | 毛里裘斯羽毛球國際賽                     | 國際系列賽 | 混合雙打 | 喬納森·佩爾松     | 亞軍   |
| 2017年 | 贊比亞羽毛球國際賽                       | 國際系列賽 | 女子單打 | －                | 冠軍   |
| 2017年 | 贊比亞羽毛球國際賽                       | 國際系列賽 | 混合雙打 | 喬納森·佩爾松     | 冠軍   |
| 2017年 | 南非羽毛球國際賽                         | 國際系列賽 | 女子單打 | －                | 亞軍   |
| 2017年 | 南非羽毛球國際賽                         | 國際系列賽 | 混合雙打 | 亚当·曼德雷克     | 準決賽 |
| 2018年 | 冰島羽毛球國際賽                         | 國際系列賽 | 女子單打 | －                | 準決賽 |
| 2018年 | 全非洲羽毛球男女子團體錦標賽             | 其他       | 女子團體 | －                | 冠軍   |
| 2018年 | 非洲羽毛球錦標賽                         | 其他       | 女子單打 | －                | 冠軍   |
| 2018年 | 烏干達羽毛球國際賽                       | 國際系列賽 | 女子單打 | －                | 冠軍   |
| 2018年 | 烏干達羽毛球國際賽                       | 國際系列賽 | 混合雙打 | 喬納森·佩爾松     | 冠軍   |
| 2018年 | 捷克羽毛球國際賽                         | 國際系列賽 | 女子單打 | －                | 準決賽 |
| 2019年 | 全非羽毛球錦標賽                         | 其他       | 女子單打 | －                | 亞軍   |
| 2019年 | 贊比亞羽毛球國際賽                       | 未來系列賽 | 女子單打 | －                | 準決賽 |
| 2019年 | 南非羽毛球國際賽                         | 未來系列賽 | 女子單打 | －                | 冠軍   |
| 2020年 | 全非洲羽毛球男女子團體錦標賽             | 其他       | 女子團體 | －                | 季軍   |
| 2020年 | 全非羽毛球錦標賽                         | 其他       | 女子單打 | －                | 冠軍   |
| 2020年 | 烏干達羽毛球國際賽                       | 國際系列賽 | 女子單打 | －                | 準決賽 |
| 2023年 | 全非羽毛球錦標賽                         | 其他       | 混合團體 | －                | 亞軍   |
| 2023年 | 巴西羽毛球國際系列賽                     | 國際系列賽 | 女子單打 | －                | 冠軍   |
| 2023年 | 烏干達羽毛球國際系列賽                   | 國際系列賽 | 混合雙打 | 喬治·朱利安·保羅  | 準決賽 |
| 2023年 | 埃及羽毛球國際賽                         | 國際系列賽 | 女子單打 | －                | 準決賽 |
| 2023年 | 贊比亞羽毛球國際賽                       | 國際系列賽 | 女子單打 | －                | 準決賽 |
| 2023年 | 贊比亞羽毛球國際賽                       | 國際系列賽 | 混合雙打 | 喬治·朱利安·保羅  | 準決賽 |
| 2023年 | 博茨瓦納羽毛球國際賽                     | 未來系列賽 | 女子單打 | －                | 準決賽 |
| 2023年 | 博茨瓦納羽毛球國際賽                     | 未來系列賽 | 混合雙打 | 喬治·朱利安·保羅  | 冠軍   |
| 2023年 | 南非羽毛球國際賽                         | 未來系列賽 | 女子單打 | －                | 冠軍   |
| 2023年 | 法屬圭亞那羽毛球國際賽                   | 未來系列賽 | 女子單打 | －                | 冠軍   |
| 2024年 | 全非羽毛球錦標賽                         | 其他       | 女子單打 | －                | 冠軍   |
| 2024年 | 全非羽毛球錦標賽                         | 其他       | 混合雙打 | 喬治·朱利安·保羅  | 季軍   |
| 2024年 | 非洲運動會羽毛球比賽                     | 其他       | 混合雙打 | 喬治·朱利安·保羅  | 銅牌   |

| 2007-2017年 | 首要超級賽 | 超級賽 | 黃金大獎賽 | 大獎賽 | 國際挑戰賽 | 國際系列賽 | 未來系列賽 | 其他 |

| 2018-2026年 | 總決賽 | 超級1000賽 | 超級750賽 | 超級500賽 | 超級300賽 | 超級100賽 | 國際挑戰賽 | 國際系列賽 | 未來系列賽 | 其他 |

### 奧運會和世錦賽參賽紀錄
|          | 2013 | 2014 | 2015 | 2016       | 2017 | 2018 | 2024       |
| -------- | ---- | ---- | ---- | ---------- | ---- | ---- | ---------- |
| 女子單打 | 48強 | －   | －   | 小組第二名 | 48強 | 48強 | 小組第二名 |

## 個人生活
2020年8月，凯特·甫·库内與捷克羽毛球運動員米兰·卢迪克結婚，並將名字改爲凯特·卢迪克。